# Ferdinand Quentin Dulcken
Ferdinand Quentin Dulcken, pol. Ferdynand Kwentyn Dulcken (ur. 1 czerwca 1837 w Londynie, zm. 10 grudnia 1901 w Astorii w stanie Nowy Jork) – niemiecki kompozytor i pianista.

## Życiorys
Syn pianistki Luizy Dulcken z d. David, był siostrzeńcem Ferdinanda Davida. Uczył się w konserwatorium w Lipsku u Ignaza Moschelesa i Nielsa Wilhelma Gadego. Od około 1851 roku przebywał w Warszawie, gdzie działał jako pedagog i pianista-solista oraz akompaniator. Od 1861 roku uczył gry na fortepianie w nowo powstałym Warszawskim Instytucie Muzycznym, jednak ze względu na słaby stan zdrowia swoją pracę wykonywał nieregularnie. W 1863 roku opuścił Polskę i wyjechał do Londynu, później przebywał w Paryżu. Jako akompaniator występował w trakcie koncertów z takimi artystami jak Henryk Wieniawski czy Henri Vieuxtemps. W 1876 roku wyemigrował do Stanów Zjednoczonych, pracował jako nauczyciel i pianista w Nowym Jorku.
Był autorem około 400 utworów fortepianowych o charakterze salonowym. Skomponował m.in. operę Mac Ivor do libretta Włodzimierza Wolskiego, dramat liryczny Azael czyli Syn śmierci i obrazek ludowy Wiesław czyli krakowskie wesele do librett Krystyna Ostrowskiego, a także liczne pieśni, m.in.  Znaszli ten kraj, gdzie kwitną nad grobami piołuny do słów J.I. Kraszewskiego.